# إيبوجا
الايبوغا أو شجرة الإيبوجا (الاسم العلمي: Tabernanthe iboga) هو نوع من النباتات ثُنائيّات الفِلْقَة من الفصيلة الدفلية ، وهي من أسرة الراولفياوات، التي تتواجد في أفريقيا في الغابات الاستوائية. إنها شجيرات صغيرة يمكن أن يصل ارتفاعها إلى ستة أمتار.
تعد هذه النبتة غنية بالإندول قلويديات، وعلى رأسها ايبوجايين. تستخدم في الطب الأفريقي التقليدي عن طريق مضغ الجذور أو اللحاء. بعد جرعة عالية جدا، يمكن أن يكون النبات قاتلا.

## وصف

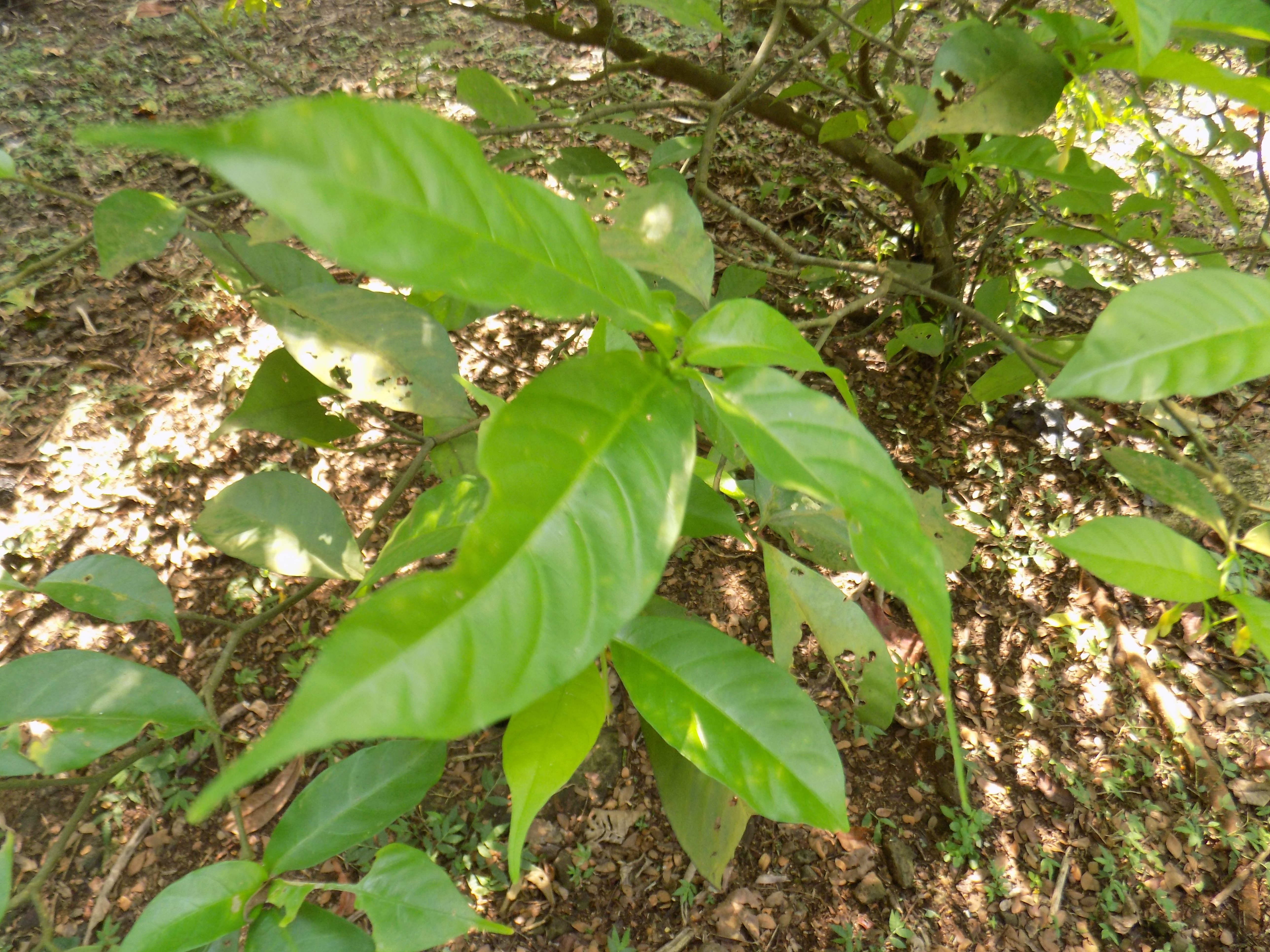
اوراق الإبوجا.

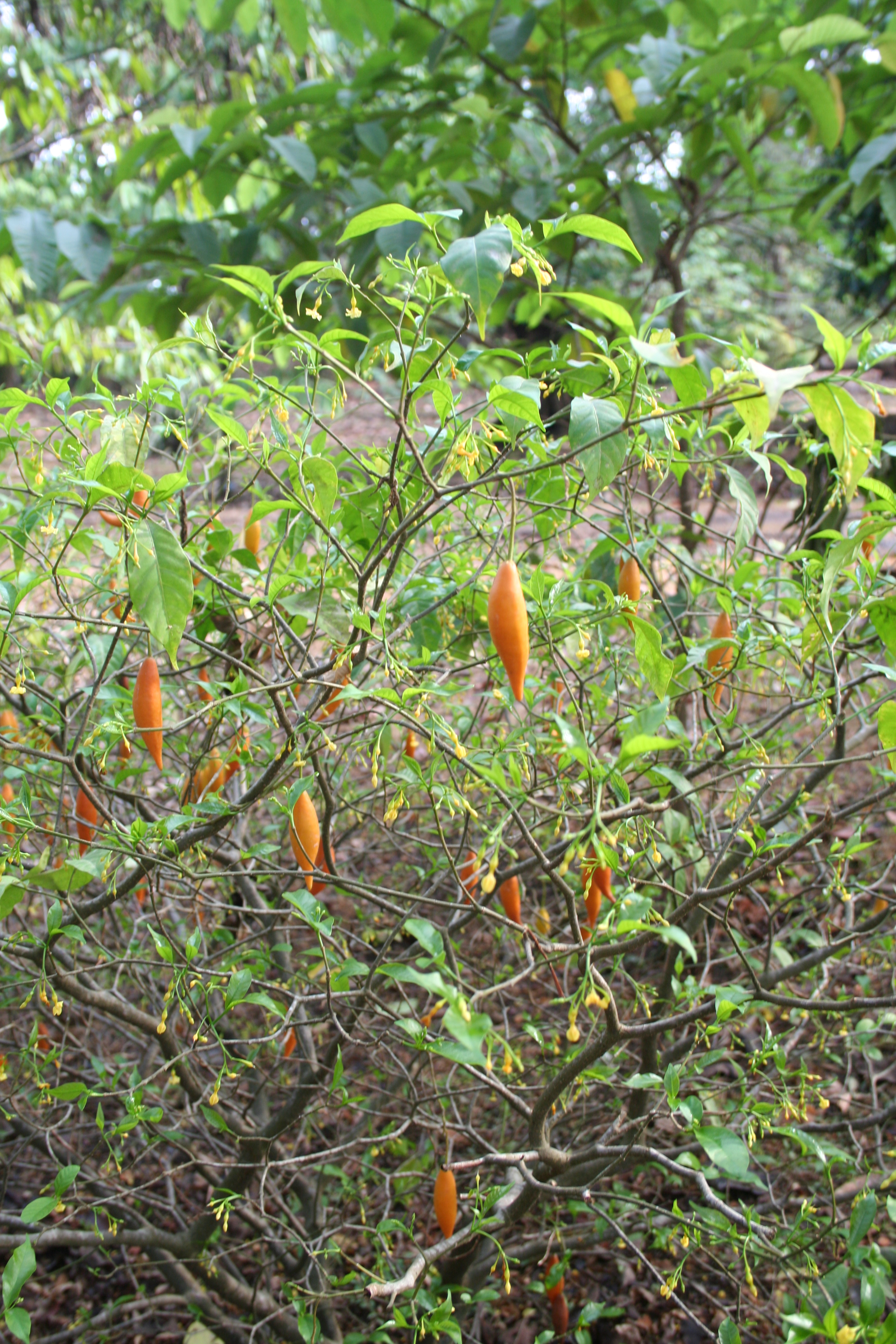
الثمار.

الإيبوجا عبارة عن شجيرة يمكن أن يصل ارتفاعها إلى 4 إلى 6 أمتار، مع جذع ولحاء رمادي ناعم يصل قطره إلى 10 سم. يحتوي النبات على اللاتكس الأبيض في جميع أجزائه.
الثمرة كروية إلى بيضاوية ذات لون بين الأصفر والبرتقالي، 3-7 سم، تحتوي على العديد من البذور ملفوفة في اللب الأبيض الاسفنجي.

## توزيع
يمتد النطاق الأصلي لـ Tabernanthe iboga في وسط إفريقيا ، من الكاميرون إلى جمهورية الكونغو الديمقراطية وأنغولا. يُزرع هذا النوع أيضًا في غرب إفريقيا، وخاصة في ساحل العاج.

## نبذة تاريخية
| « | لقد عرف الأقزام استخدام جذر الإيبوجا منذ زمن سحيق. أكد عالم الآثار ريتشارد أوسليلي أنه قد وجد آثارًا له في الفحم الذي يزيد عمره عن ألفي عام. في الخمسينيات من القرن الماضي ، قام مختبر Houdé بتسويق Lambarène، وهو مشتق صيدلاني من الإيبوجا مستغلا طبيعته المنبهة. تم تسويقه حتى عام 1967 ثم تم سحبه أخيرًا من السوق بسبب التحفيز القلبي المفرط لدى بعض المستخدمين. | » |

منذ التسعينيات ، حاولت الدراسات العلمية إظهار الإمكانات العلاجية الإيبوجايين (أحد القلويات المستخرجة من إيبوجا) في علاج الأشخاص المدمنين على الهيروين.
في بعض البلدان، مثل فرنسا، يصنف الإيبوجا على أنها مخدر بسبب وجود الإيبوجين. ولذلك يحظر حيازتها أو زراعتها أو استهلاكها.
غالبًا ما تُباع هذه النباتات عبر الإنترنت.

## الاستخدام التقليدي
استخدامه تقليدي في بعض الثقافات الأفريقية، ولا سيما في طقوس Bwiti في الغابون والكاميرون حيث وضعت الأساطير في العودة إلى أرض الأجداد من خلال هذه الطقوس. تستخدم هذه الشجرة في ديانة بويتي، والتي تعدها شجرة الحياة.

### التأثيرات العقلية للنبات
تحتوي الجذور على اثني عشر قلويدات وتستخدم مقطعة تقطيعًا ناعمًا أو مبشورة لتشكيل مسحوق له طعم مر قوي . من اثني عشر قلويدات في iboga، يعد الإيبوجايين، وهو مادة منبهة ومهلوسة، الأكثر وفرة.
بتناول جرعات منخفضة (شريط على الإصبع)، يتسبب إبوجا في زيادة الإدراك مما سمح للصيادين بالشعور بشكل أفضل ببيئة الغابة، وأن يظلوا يقظين؛ ثم له تأثير منبه يسمح لك بالبقاء مستيقظًا لعدة أيام متتالية. عند تناول جرعات أعلى (بين ملعقتين وخمسة عشر ملعقة صغيرة)، يتسبب الإيبوجا في حدوث وهن عضلي وهلاوس، كما يفقد القدرة على النوم. يمكن أن يسبب الغثيان والقيء.

## زراعة
نظرًا لندرة هذا النوع وضعف معرفة الناس به، تتوفر القليل جدًا من المعلومات حول الأساليب التي يجب استخدامها لزراعته بشكل صحيح. وتجدر الإشارة إلى أن هذه الشجيرة يمكن زراعتها بالبذور ويجب حمايتها من أشعة الشمس المباشرة.
تنمو الإيبوجا بشكل إيقاعي: ينمو في موجات متتالية ويصل ارتفاعه إلى حوالي 60 سم في 3 سنوات يتطور النبات وفقًا لنموذج النمو المعماري لـLeeuwenberg، والذي يتميز بجذع أحادي القدم. بعد الإزهار، تتحول البراعم الإبطيتان العلويتان إلى أغصان. تتم عملية التزهير والإثمار على مدار العام، وخاصة بين شهري سبتمبر وفبراير. تستغرق الثمار من 5 إلى 6 أشهر لتنضج. يتجدد الإيبوجا جيدًا عن طريق تكوين براعم من الجذع.
في البرية، تقتلع نباتات كاملة من الإيبوجا لحصاد الجذور. هذا يؤدي إلى تدمير هائل للمدرجات الطبيعية. في الحدائق المنزلية، يحصد جزء فقط من الجذور. يمكن حصادها على مدار السنة، لكنها أسهل في موسم الأمطار، بين أكتوبر ومايو، لأن التربة أسهل في العمل. لكن تجمع أكبر الكميات بشكل رئيسي من النباتات البرية.

## تشريع
يدرج الإيبوجا رسميًا في قائمة المواد المخدرة في فرنسا. مرسوم أقره مجلس الدولة بتاريخ 20 مارس 2009 (رقم 305953).
منذ عام 1989، كان الإيبوجين أحد منتجات المنشطات المحظورة من قبل اللجنة الأولمبية الدولية والعديد من الاتحادات الرياضية. إلى جانب فرنسا، صنفت عدة دول، بما في ذلك بلجيكا وبولندا وسويسرا والولايات المتحدة، المنتج على أنه مخدر.

## مذكرات و مراجع
1. ↑  The IUCN Red List of Threatened Species 2022.2 (بالإنجليزية), 9 Dec 2022, QID:Q115962546
2. ↑  وديع جبر (1987)، معجم النباتات الطبية (بالعربية والإنجليزية والفرنسية واللاتينية) (ط. 1)، بيروت: دار الجيل للطبع والنشر والتوزيع، ص. 56، OCLC:20296221، QID:Q125946799
3. ↑  سمير إسماعيل الحلو (1999)، القاموس الجديد للنباتات الطبية: أكثر من 2000 نبات بأسمائها العربية والإنجليزية واللاتينية (بالعربية والإنجليزية واللاتينية) (ط. 1)، جدة: دار المنارة، ص. 56، OCLC:1158805225، QID:Q117357050
4. 1 2 3 4  "Tabernanthe iboga Baill". prota4u.org (بالفرنسية). PROTA Network Office Europe, Wageningen University. Archived from the original on 2021-07-14. Retrieved 30 décembre 2019. {{استشهاد ويب}}: تحقق من التاريخ في: |تاريخ الوصول= (help).
5. ↑  "Tabernanthe iboga Baill. - Specimens". www.tropicos.org (بالإنجليزية). Archived from the original on 2019-12-30. Retrieved 30 décembre 2019. {{استشهاد ويب}}: تحقق من التاريخ في: |تاريخ الوصول= (help).
6. ↑  Marion Laval-Jeantet, Iboga : invisible et guérison, pp. 11-12, éditions CQFD, Paris, 2006.
7. ↑  La Médecine psychédélique (بالفرنسية). les Arènes. 2009. pp. 396. ISBN:978-2-35204-081-1. {{استشهاد بكتاب}}: الوسيط |الأول= يفتقد |الأخير= (help).
8. ↑  L'Iboga, un hallucinogène exotique par A. Boucher.